# اسپنسر وایلدینگ
اسپنسر لی وایلدینگ (انگلیسی: Spencer Lee Wilding؛ زادهٔ ۲۶ ژوئیهٔ ۱۹۷۲) بازیگر، بدل‌کار و قهرمان سابقِ کیک‌بوکسینگ اهل بریتانیا است. وی از سال ۲۰۰۴ میلادی تاکنون مشغول فعالیت بوده‌است.
از فیلم‌ها یا برنامه‌های تلویزیونی که وی در آن نقش داشته‌است، می‌توان به پن، نگهبانان کهکشان، هری پاتر و زندانی آزکابان، بتمن آغاز می‌کند، اراگون، غبار ستاره، هری پاتر و محفل ققنوس، مرد گرگ‌نما، فانوس سبز، روح‌سوار: روح انتقام، خشم تایتان‌ها، خلسه، افسانه هرکول، صعود ژوپیتر، ویکتور فرانکنشتاین، یک سرکش: داستانی از جنگ‌های ستاره‌ای، هری پاتر و یادگاران مرگ - قسمت دوم، دکتر هو، بیوولف و گرندل و بازی تاج‌وتخت اشاره کرد.